# Кипоренко-Доманський Юрій Степанович
Юрій Степанович Кипоренко-Доманський (нар. 12 (24) березня 1888, Харків — 6 серпня 1955, Київ) — український, радянський оперний співак. Унікальний голос Юрія Степановича характеризували як «героїчний тенор». Впродовж сорока трьох років активної театральної діяльності, співпрацював з такими знаменитостями як Марія Заньковецька, Федір Шаляпін, грав на одній сцені з усіма провідними діячами тогочасного українського оперного мистецтва.

## Біографія
Народився 12 (24 березня) 1888 року в Харкові в багатодітній родині шевця (з 12 дітей половина померли). Працював разом із батьком у майстерні.
У 1906 році пристає до мандрівної трупи О.Суходольського, співцем хору. З цього моменту почалася захоплююча й важка робота в мандрівних театральних колективах, які не мали власного приміщення і працювали, гастролюючи імперією. Тут Юрій Степанович знайшов друзів, зустрів свою дружину, пізнав всі куточки країни, набув досвід та «отримав щеплення» від сухого академізму, на який часто страждали забезпечені всіма благами актори респектабельних театрів.
На запрошення С. Зіміна, у 1912 році Кипоренко-Доманський залишився (по завершенню гастролей трупи Д. Гайдамаки) у Москві та підписав контракт з приватним оперним театром московського антрепренера. Співпраця тривала до 1917 року. Тут співак долучив до свого репертуару партії з творів класичних європейських та російських композиторів, як-от Джузеппе Верді, Джакомо Пуччіні, Рене Генон, Ріхард Вагнер, Джакомо Меєрбер, Петро Чайковський, Микола Римський-Корсаков, Модест Мусоргський та ін.
До 1916 року бере уроки у проф. Лапинського, безкоштовно, на запрошення останнього.
Деякий час після жовтневого перевороту Ю. Кипоренко-Доманський працює в націоналізованому театрі під орудою Ф. Комісаржевського. 1919 року керівник театру емігрував, за тим послідували два важкі сезони в «глибинці» — Саратові та Ростові-на Дону. Після них, повернення в Харків було справді жаданим.
В Україні починається надзвичайно насичена робота в столиці, Одесі, Києві (1922—1941). Це й прем'єри, й постійні запрошення на гастролі. Лише три сезони пан Юрій проводить поза трикутником Харків-Одеса-Київ: один в Сибіру, один в Грузії та останній на навчанні в Італії.
За свідченнями солістки Одеської опери Мелітіни Лозинської, в середині 1930-х років італійський педагог Карло Баррера консультував одеських співаків, серед яких, зокрема і Юрія Кипоренка-Доманського. На запитання про голос Юрія Степановича Баррера відповів так: «У нього не драматичний, а унікальний, рідкісний голос — героїчний тенор». І додав: «Таких нема в сучасній Італії».
Після нападу з боку Німеччини та її союзників на Радянський Союз, Кипоренко-Доманський та інші актори командировані до Тбілісі, де виступають як в опері, так і на симфонічних концертах (концерти в фонд фронту та на користь родин загиблих вояків).

Могила Юрія Кипоренка-Доманського

1942 року «українська група» у грузинській столиці вшанувала пам'ять композитора Миколи Лисенка (100 років від дня народження). В концерті брали участь митці обох народів.
Весною 1944 року пан Юрій з іншими артистами повернувся в Київ.
Брав участь у концертах в розташуваннях бойових частин. Завершив активну роботу в Київській опері весною 1949 року прем'єрною постановкою «Івана Сусаніна». Працював у Київській консерваторії, періодично мав виступи на збірних та сольних концертах, епізодичні вистави на сценах Києва, Харкова, Львова, Одеси, Свердловська та ін.
Помер 6 серпня 1955 року у віці 67 років. Похований в Києві на Байковому кладовищі.
Критики порівнювали голос Кипоренко-Доманського з голосами А. Мазіні, Ф. Таманьо, І. Єршова. Його репертуар становили 116 партій. Деякі його записи включено в антологію «Золоті голоси України» (1970).
Дивним чином творчість Кипоренко-Доманського не пропагувалася в СРСР. Він не мав достатньо (як для артиста такого рівня) записів та радіовиступів, створені 1945 року в Німеччині грамзаписи так і не були перевидані.

## Творчий шлях
| Сезони               | Театральна трупа                                                             | Географія виступів           | Ролі (лише нові) та вистави |
| -------------------- | ---------------------------------------------------------------------------- | ---------------------------- | --- |
| 1906—1908            | трупа О. Суходольського                                                      |                              | Андрій, Запорожець за Дунаєм; Петро, Наталка-Полтавка; Левко, Утоплена                                                              |
| 1908—1909            | трупа І. Шатківського                                                        | Поволжя, Сибір, Далекий Схід | |
| 1909—1910            | трупа П. Саксаганського                                                      |                              | Грицько, Сорочинський ярмарок; Йонтек, Галька; Хома Брут, Вій; Андрій, Катерина                                                     |
| 1910                 | трупа Т. Колісніченка                                                        | Одеса, Київ                  | грав з М. Кропивницьким у п'єсах Невольник та Пошились у дурні                                                                      |
| 1910—1912            | трупа Д. Гайдамаки                                                           | Варшава, Москва              | |
| 1912—1917            | театр С. Зіміна                                                              | Москва                       | Собінін, Іван Сусанін; Радамес, Аїда; Самозванець, Борис Годунов; Фауст; Карл VII, Орлеанська діва                                  |
| 1917—1919            | Театр ради робітничих депутатів                                              | Москва                       | Лоенгрін; Орест, Орестея |
| 1919—1921            | Саратовська опера                                                            | Поволжя                      | |
| 1922—1923, 1924      | Харківська опера                                                             | Харків, Київ                 | Герман, Пікова дама; Самсон, Самсон і Даліла                                                                                        |
| 1923—1924            | Національний академічний театр опери та балету України імені Тараса Шевченка | Київ                         | Тангейзер; Рауль, Гугеноти; Каніо, Паяци                                                                                            |
| 1924                 | Одеська опера                                                                | Одеса                        | Отелло; Каварадосі, Тоска; Іоанн Лейденський, Пророк; Садко                                                                         |
| 1924—1925            | Свердловська опера                                                           | Свердловськ                  | Хозе, Кармен; Андрій, Мазепа |
| 1925—1926            | Тіфліська опера                                                              | Тбілісі                      | |
| 1926—1927, 1928—1931 | Одеська опера                                                                | Одеса, Харків                | Дженаро, Намисто мадонни; Хлопуша, Орлиний бунт; Андрій, Тарас Бульба; Калаф, Турандот; Максим Беркут, Золотий обруч; Годун, Розлом |
| 1932—1939            | Харківська опера                                                             | Харків, Москва               | Зіновій, Яблуневий полон; Давидов, Піднята цілина; Матюшенко, Броненосець Потьомкін; Абесалом, Абесалом і Етері                     |
| 1939—1941            | Національний академічний театр опери та балету України імені Тараса Шевченка | Київ                         | Павло, Перекоп; Льонька, В бурю |
| 1941—1944            | Тбіліська опера                                                              | Тбілісі, Єреван              | участь у концертах, зокрема, до 100-річчя М. Лисенка                                                                                |
| 1944—1949            | Національний академічний театр опери та балету України імені Тараса Шевченка | Київ                         | концертні виступи у Європі: Югославія, Австрія, Берлін                                                                              |

### Нагороди
- Заслужений (1932) та Народний (1936) артист УРСР.
- Лауреат Державної премії СРСР (?).
- Нагороджений орденами Трудового Червоного Прапора (1948, 1951).

## Цікавинки
Батько, Юрія Кипоренка, Степан Павлович, був наділений чудовим тенором та співав у хорі харківського Благовіщенського собору. Молодша сестра, Тетяна, також стала актрисою опери.
Навчався в Харківському музичному училищі лише рік, і був виключений через несплату грошей за навчання.
Більше як сто виступів здійснив Кипоренко-Доманський у ролі Отелло, при цьому мав довгий та щасливий шлюб із колишньою акторкою трупи Дмитра Гайдамаки. Другу половину прізвища «Доманський» Юрій Степанович отримав від дружини Поліни Олександрівни. Не маючи власних дітей, подружжя виховало прийомного сина, опікувалося онуками.
Юрій Кипоренко став одним з перших радянських співаків, які за кошти держави навчались за кордоном (1927—1928 роки, театр Ла Скала)

## Медіа
- Ю. Кипоренко-Доманський в ролі Радамеса на YouTube («Аїда», фінальна сцена, запис 1952).